# Clem (serie televisiva)
Clem è una serie televisiva creata da Emmanuelle Rey-Magnan e Pascal Fontanille.

## Trama
Clémentine Boissier, detta Clem, è una ragazza di 16 anni che scopre di essere incinta di 3 mesi e mezzo. Non essendo più in grado di abortire, deve portare a termine la gravidanza e si ritrova a dover affrontare le varie tensioni tra i suoi genitori e Julien, il padre del figlio che aspetta e i vari problemi della vita da adolescente.

## Cast e personaggi

### Cast principale
- Lucie Lucas: Clémentine "Clem" Boissier (stagioni 1+)
- Victoria Abril: Caroline "Caro" Boissier (stagioni 1+)
- Jean Dell: Michel Brimont (since season 1+)
- Carole Richert: Marie-France Brimont (stagioni 1+)
- Élodie Fontan: Alyzée (stagioni 1+)
- Kevin Elarbi: Hicham (stagioni 1+)
- Benoît Michel: Jérôme (stagioni 3+)
- Philippe Lellouche: Xavier Ferran (stagioni 5+)
- Mathis Patricio: Valentin "Vava" Brimont (stagioni 5+)
- Léa Lopez: Salomé "Mémé" Boissier (stagioni 6+)

### Precedente cast principale
- Mathieu Spinosi: Julien Brimont, il padre di Valentin (stagioni 1-4)
- Laurent Gamelon:Jean-Paul "JP" Boissier (stagioni 2-5)
- Jérôme Anger: Jean-Paul Boissier (stagioni 1-2)
- Jade Pradin: Salomé "Mémé" Boissier (stagioni 1-5)
- Maria Laborit: Manie (stagione 1)
- Thomas Ancora: Paul (stagioni 3-6)
- Louise Petit Damico: Anouchka Ferran (stagioni 5-6)
- Rayane Bensetti: Dimitri Ferran (stagioni 5-7)

#### Attori che interpretano Valentin
- Diane and Robin Weiller (stagione 1)
- Marceau Cathelineau (stagione 1)
- Jules and Lucas Josso (stagione 2)
- Jean Daudigny (stagione 3)
- Thomas Moissonnier (stagione 3)
- Paul Monate (stagioni 3-4)

### Ex personaggi della high school
- Pierre Perrier: Mathieu (stagione 2)
- Arthur Mazet: Stanislas "Stan" (stagioni 1-2)
- Emma Gamet: Gladys (stagioni 1-2)
- Nina Ambard: Léna Ducovitch (stagioni 1-2)
- Annie Grégorio: Mlle Lecoutre (stagioni 1-2)
- Sandra Dorset: Delphine Roussel (stagioni 4-5)

### Cast ricorrente
- Annick Blancheteau: Solange (stagioni 2+)
- Dominique Fouré: Mme Fliponot (stagioni 3+)
- Ulysse Pillon: Martin (stagioni 3+)
- Emmanuelle Bach: Vic (stagioni 3+)
- Johanna Nizard: Sabine (stagioni 3+)
- Sarah-Laure Estragnat: Sarah (stagioni 4+)
- Isabelle Tanakil: Lila (stagioni 4+)
- Stefan Godin: Max (stagioni 5+)
- Marie Arnaudy: Babeth (stagioni 5+)
- Joyce Bibring: Marjorie (stagioni 5+)
- Victor Meutelet: Lucas (stagioni 5+)
- Laura Giudice: Laura (stagioni 5+)

### Ex cast ricorrente
- Olivier Bénard: Insegnante (stagione 1)
- Grégoire Bonnet: M. Dumas (stagioni 1-4)
- Arnaud Binard: Bruno (stagioni 1-2)
- Camille Chamoux: Valérie (stagioni 1-3)
- Claudia Tagbo: day care's director (stagione 2)
- Pierre Santini: Jean-Jacques Boissier (stagioni 2-4)
- Émilie Gavois-Kahn: Lily Barneron (stagioni 2-4)

## Episodi
| Stagione         | Episodi | Prima TV originale                 | Prima TV Italia |
| ---------------- | ------- | ---------------------------------- | --------------- |
| Prima stagione   | 4       | 22 febbraio 2010 - 4 aprile 2011   | Inedita         |
| Seconda stagione | 3       | 19 marzo 2012 - 2 aprile 2012      | Inedita         |
| Terza stagione   | 3       | 1 aprile 2013 - 15 aprile 2013     | Inedita         |
| Quarta stagione  | 5       | 13 gennaio 2014 - 10 febbraio 2014 | Inedita         |
| Quinta stagione  | 5       | 2 marzo 2015 - 30 marzo 2015       | Inedita         |
| Sesta stagione   | 5       | 14 marzo 2016 - 11 aprile 2016     | Inedita         |
| Settima stagione | 10      | 2 gennaio 2017 - 30 gennaio 2017   | Inedita         |
| Ottava stagione  | 10      | 19 marzo 2018 - 16 aprile 2018     | Inedita         |
| Nona stagione    | 6       | 6 maggio 2019                      | Inedita         |